# Ланьцут (станція)
Ла́ньцут (пол. Łańcut) — проміжна залізнична станція в місті Ланьцут Ланьцутського повіту Підкарпатського воєводства Польщі. Відповідно до класифікації Польських державних залізниць вона має категорію регіональної станції. Станом на 2017 рік пасажиропотік становив 500–699 пасажирів на добу.

## Історія
Станція Ланьцут (пол. Łańcut) побудована 1858 року на лінії Галицької залізниці імені Карла Людвіга в складі ділянки Ряшів — Переворськ (нині належить лінії 91 Краків-Головний — Медика).
1859 року побудований перший залізничний вокзал. У 1915 році він був спалений, а потім знищений внаслідок військових дій. Сучасну будівлю вокзалу побудовано 1988 року. Впродовж 2010—2012 років станція разом з вокзалом була перебудована з проведенням реконструкції та модернізації.

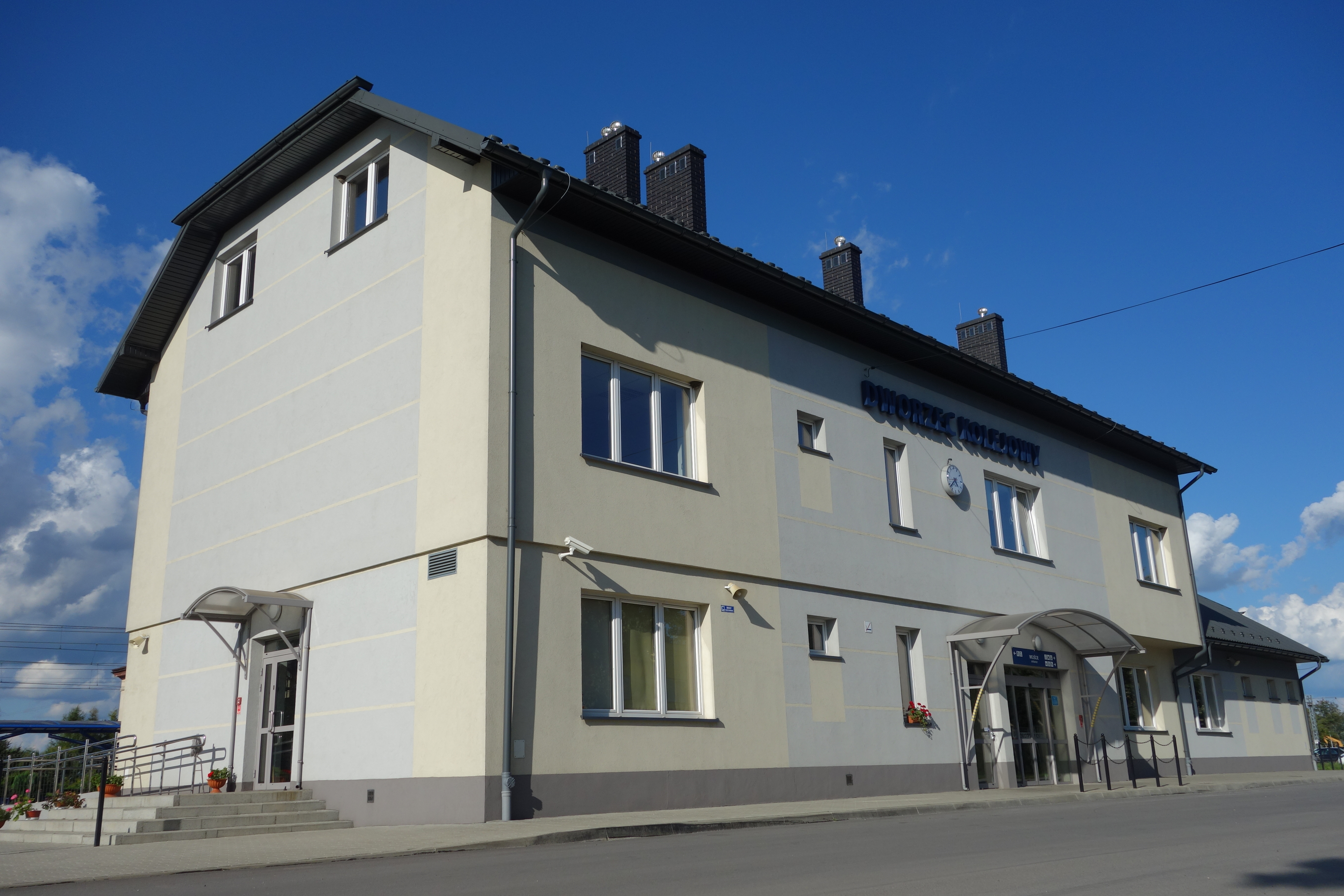
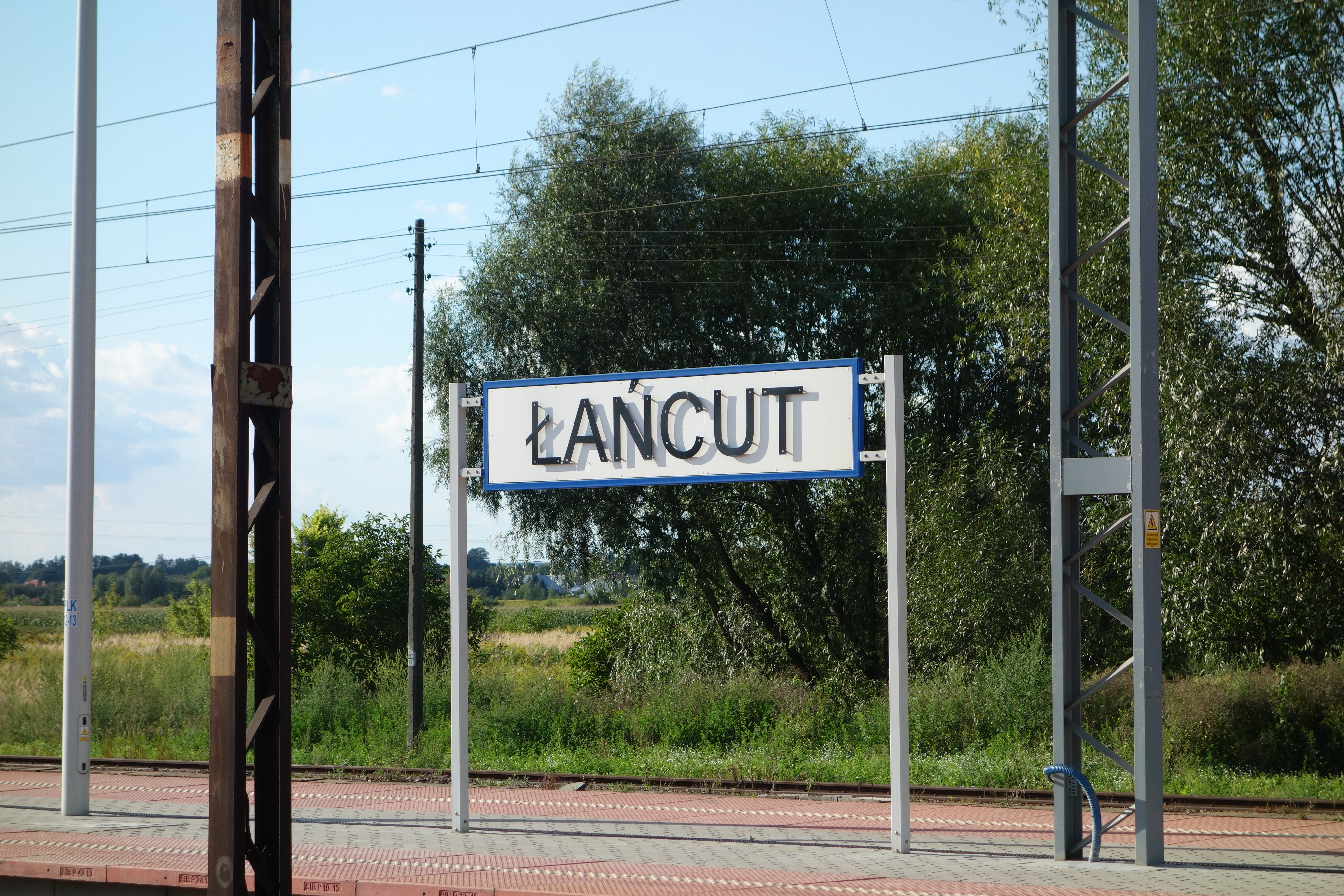
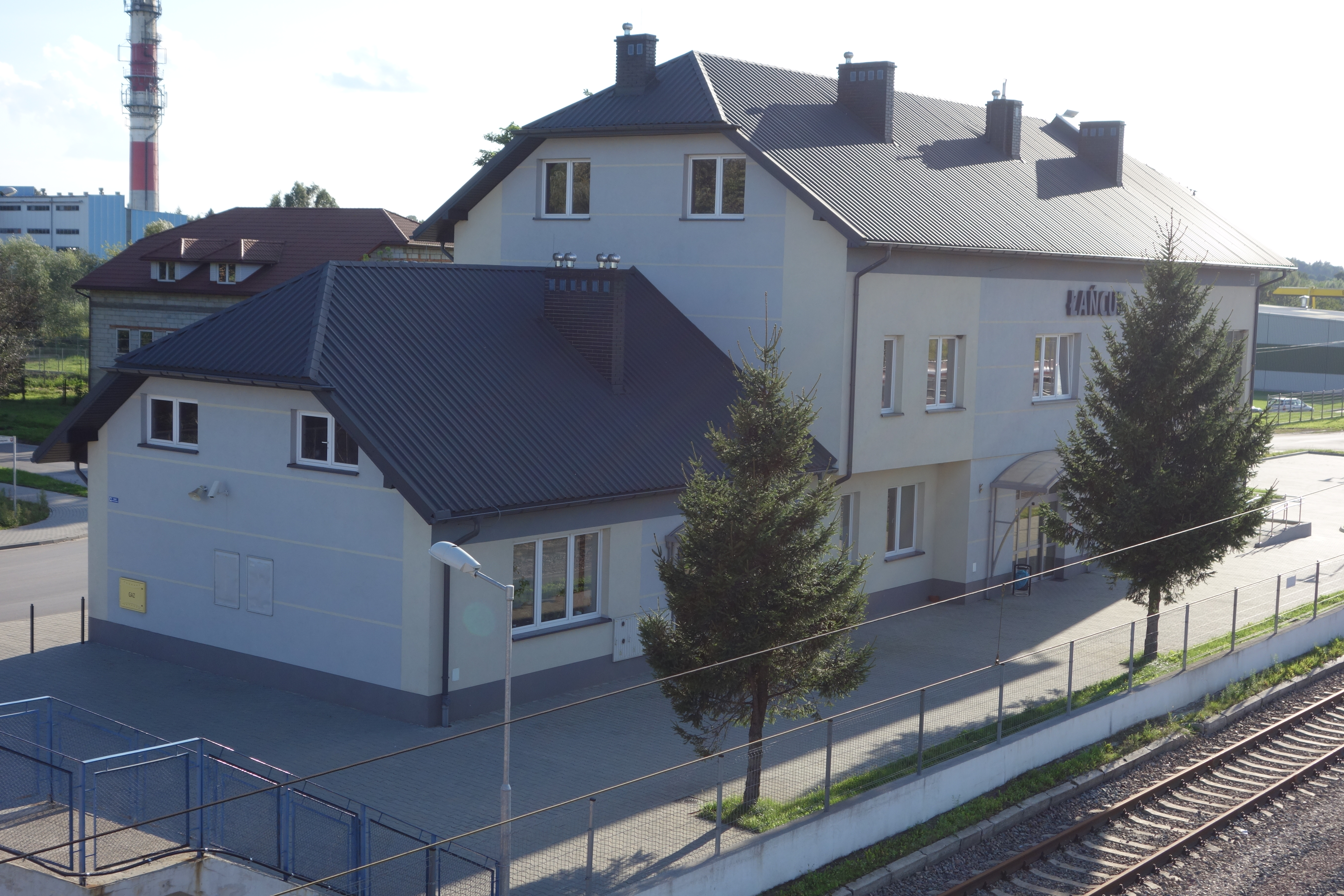

29 травня 2012 року відбулося урочисте відкриття станції після реконструкції.

## Пасажирське сполучення
Станція обслуговує місцеві, міжміські та міжнародні залізничні маршрути. 
З грудня 2017 року, для зручності пасажирів, є можливість безпересадкового сполучення на рейси Ряшів — Медика (стоянка поїздів у Перемишлі — 5 хвилин).

## Галерея

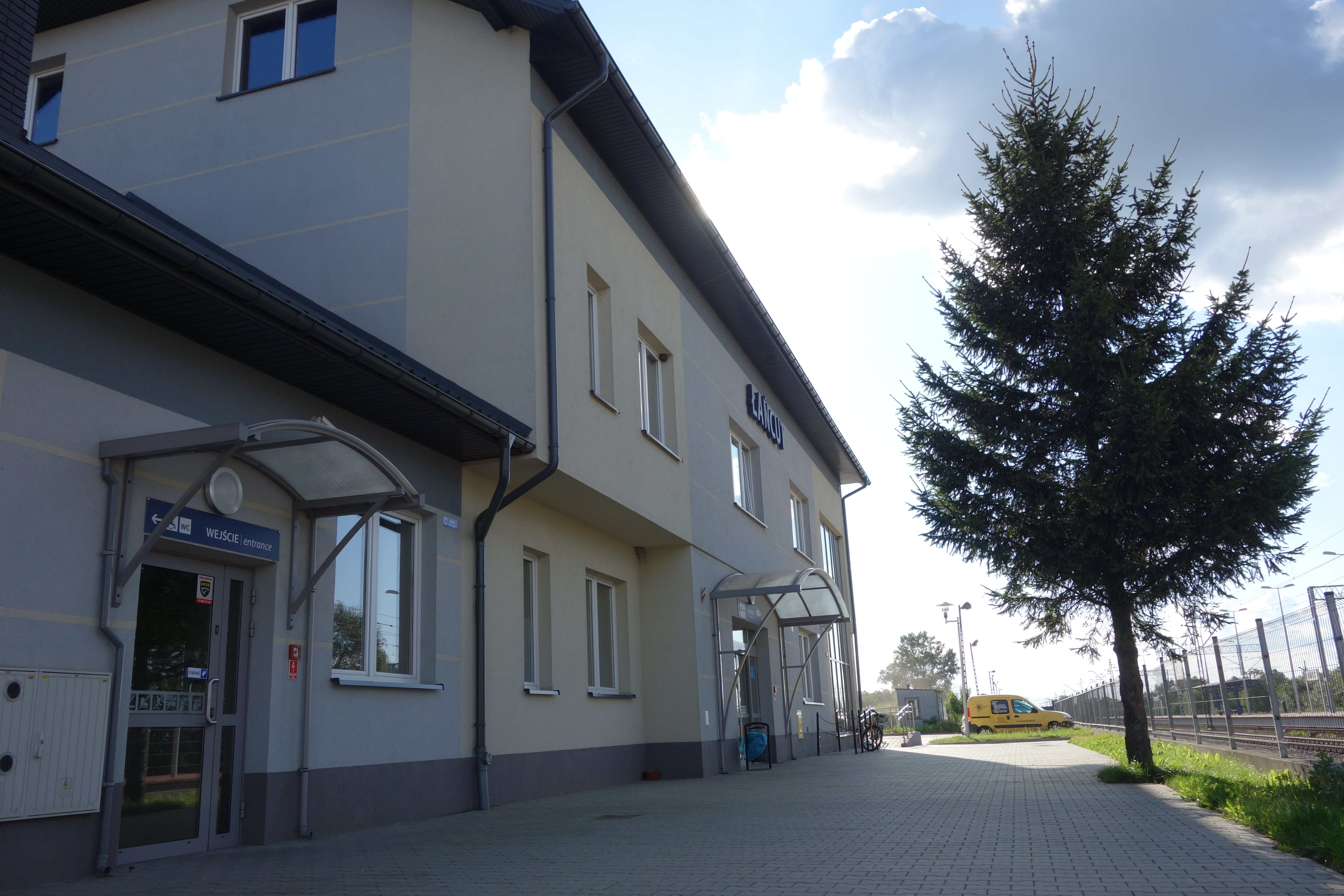
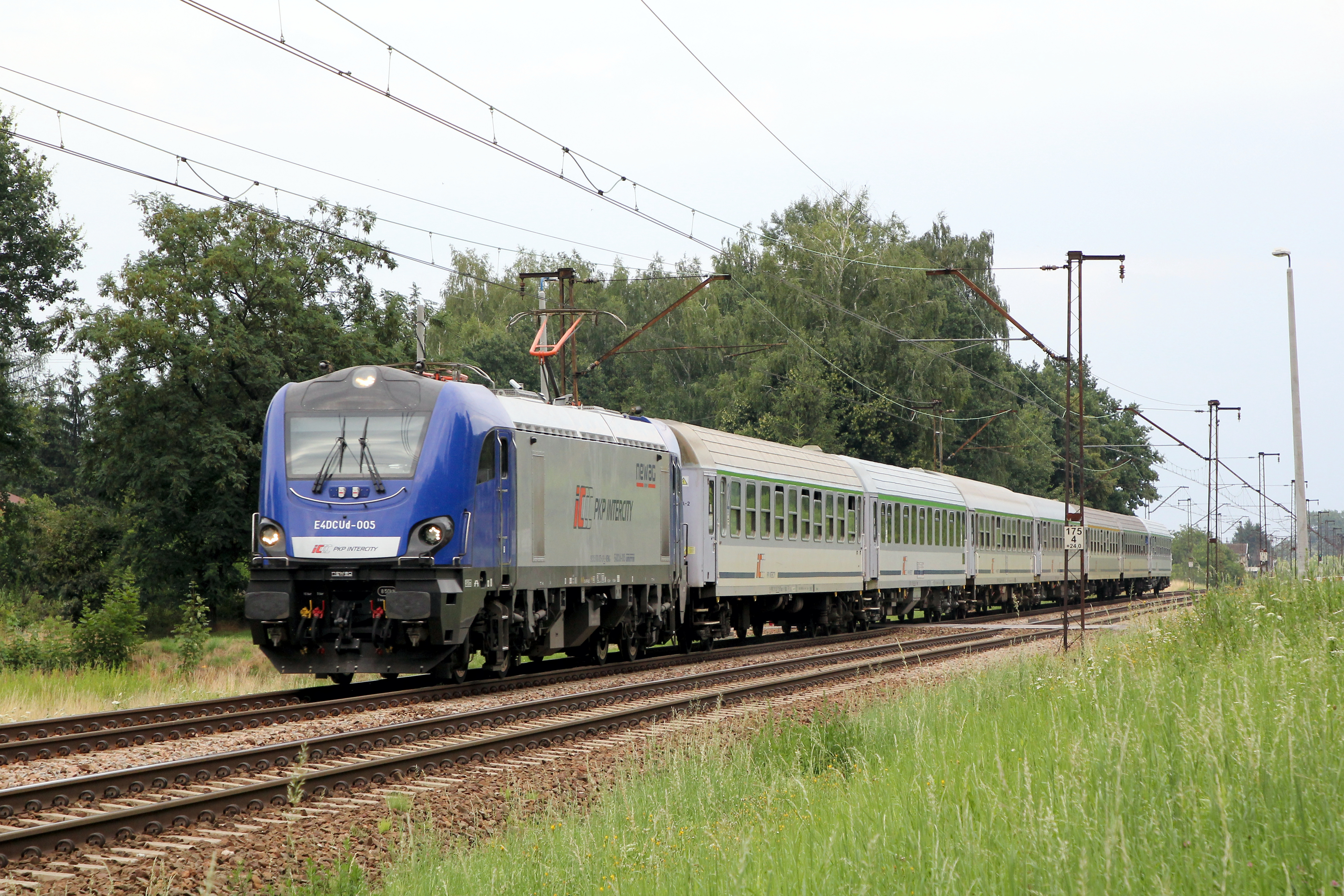
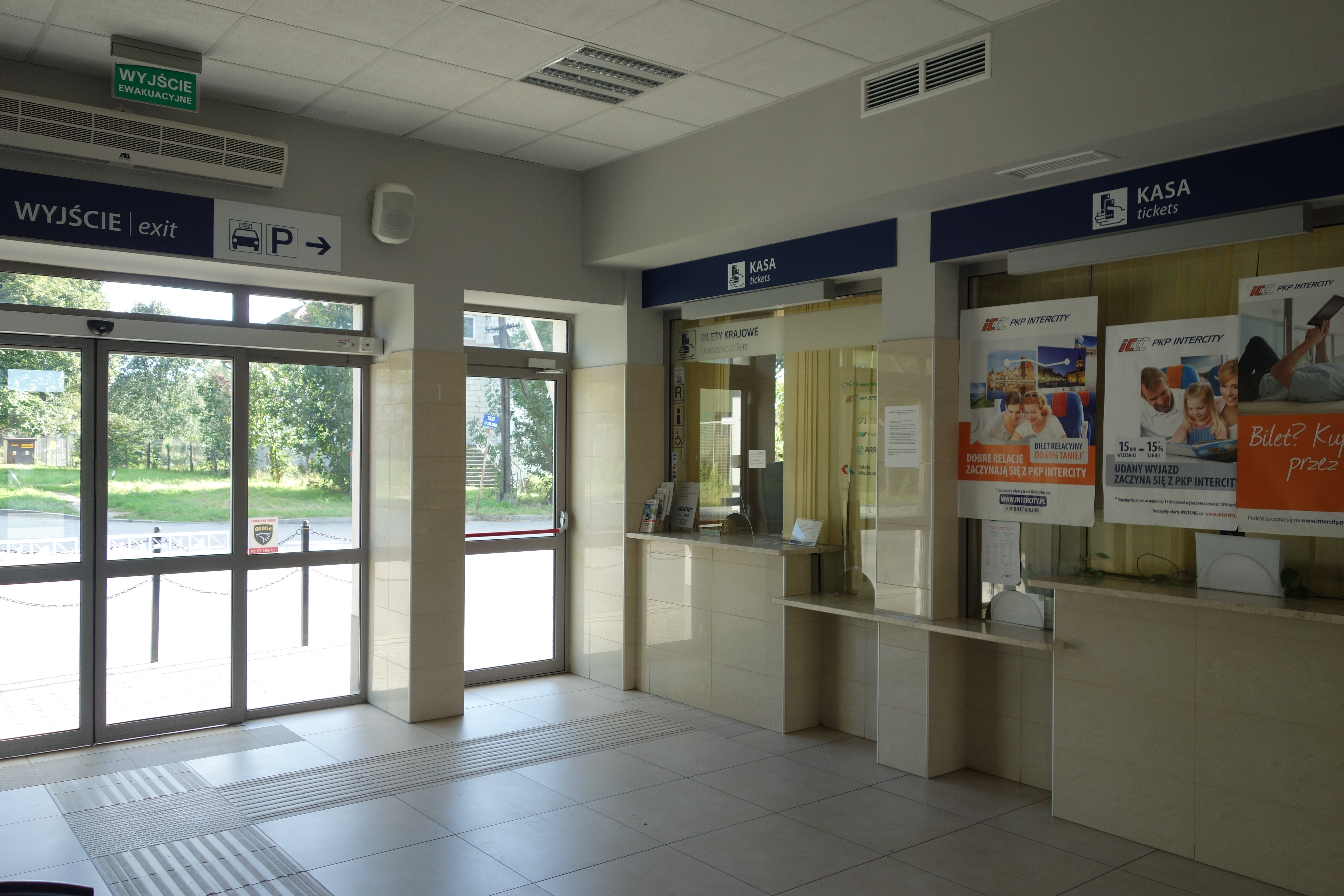
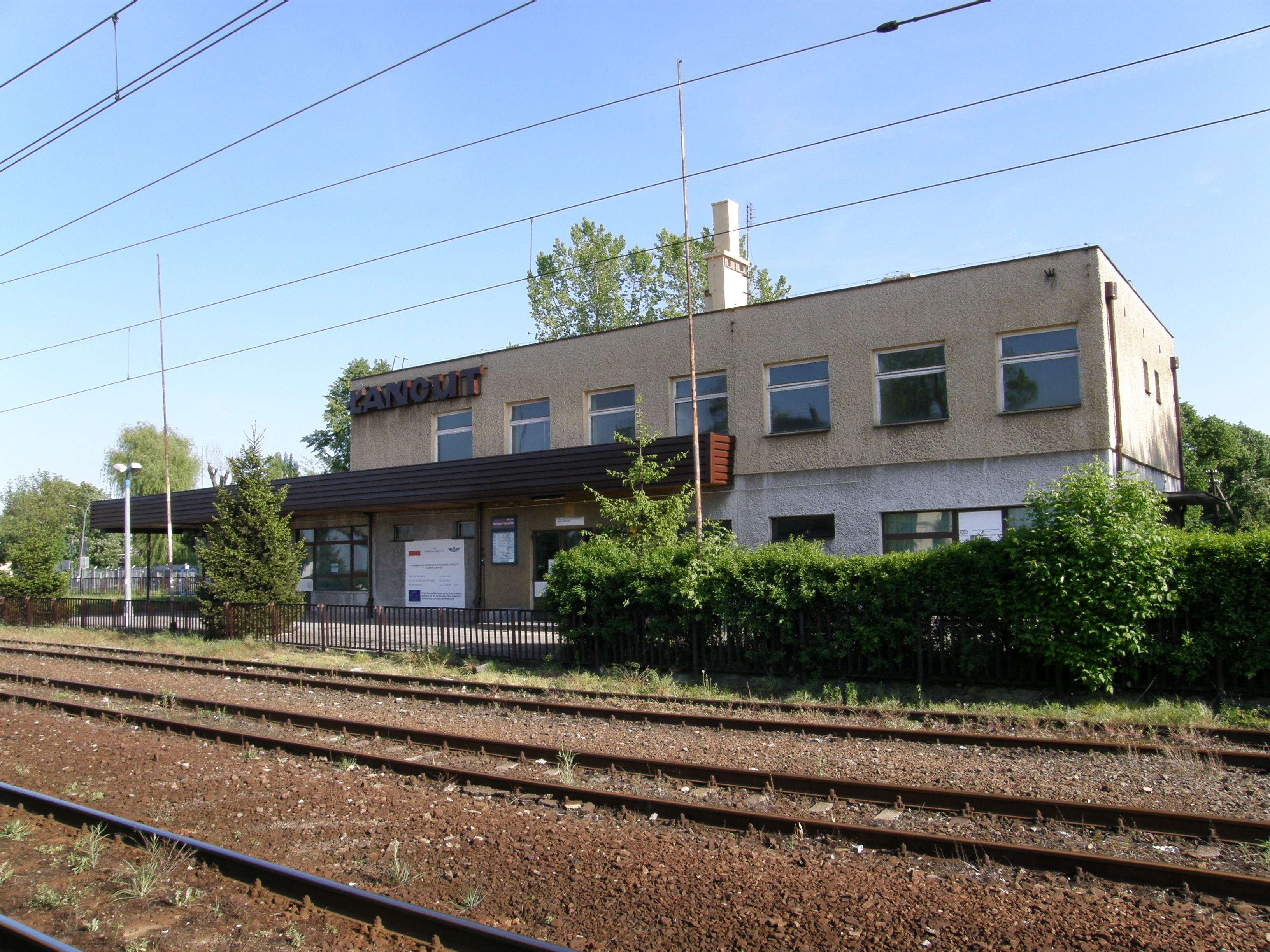